# Gagrella maculipes
Gagrella maculipes is een hooiwagen uit de familie Sclerosomatidae.